# Вон, Ральф
Ральф Линкольн Вон (англ. Ralph Lincoln Vaughn; 12 февраля 1918, Франкфорт, штат Индиана, США — 7 июня 1998, Фэрфакс, штат Виргиния, США) — американский профессиональный баскетболист.

## Ранние годы
Ральф Вон родился 12 февраля 1918 года в городе Франкфорт (штат Индиана), учился там же в одноимённой школе, в которой играл за местную баскетбольную команду.

## Студенческая карьера
В 1940 году окончил Университет Южной Калифорнии, где в течение четырёх лет играл за команду «УСК Тродженс», в которой провёл успешную карьеру под руководством члена Зала славы баскетбола Сэма Бэрри. При Воне «Троянс» два раза выигрывали регулярный чемпионат конференции Pacific Coast (1939—1940), а также один раз выходили в плей-офф студенческого чемпионата США (1940). В 1940 году «Троянс» вышли в финал четырёх турнира NCAA (англ. Final Four), где в полуфинальном матче, 21 марта, в упорной борьбе проиграли команде Ричарда Харпа «Канзас Джейхокс» со счётом 42—43, в котором Вон стал третьим по результативности игроком своей команды, набрав всего 6 очков. В своём последнем сезоне в составе «Троянс» Вон стал не только лучшим бомбардиром команды, но и всей конференции, набирая по 15,0 очка в среднем за игру, за что по итогам сезона был включён в 1-ю всеамериканскую сборную NCAA (1940). В 1976 году Ральф Вон был включён в баскетбольный Зал Славы Индианы.

## Профессиональная карьера
Играл на позиции атакующего защитника и лёгкого форварда. В 1940 году Ральф Вон заключил соглашение с командой «Чикаго Брюинз», выступавшей в Национальной баскетбольной лиге (НБЛ). Позже выступал за команды «Хэммонд Кайзер Олл-Американс» (НБЛ) и «Ошкош Олл-Старз» (НБЛ). Всего в НБЛ провёл 4 сезона. Вон один раз включался в 1-ю сборную всех звёзд НБЛ (1943), а также два раза — во 2-ю сборную всех звёзд НБЛ (1941—1942). Всего за карьеру в НБЛ Вон сыграл 101 игру, в которых набрал 808 очков (в среднем 8,0 за игру). Помимо этого Вон в составе «Брюинз» и «Олл-Старз» три раза участвовал во Всемирном профессиональном баскетбольном турнире, став его вице-чемпионом в 1943 году.

## Смерть
Во время Второй мировой войны ему пришлось на три года прервать свои спортивные выступления (1943—1946). Ральф Вон умер 7 июня 1998 года на 81-м году жизни в городе Фэрфакс (штат Виргиния).